# 大山智
大山 智（おおやま さとし、1944年（昭和19年）3月2日）は、日本の実業家。三菱地所住宅販売代表取締役社長や、横浜スカイビル代表取締役社長、不動産流通経営協会副理事長を務めた。

## 人物・経歴
1966年小樽商科大学商学部卒業、三菱地所入社。広報部長、都市開発部長、札幌支店長を経て、1998年取締役人事部長に昇格。2000年取締役企画本部長副本部長。2001年常務取締役企画本部長副本部長。2005年代表取締役専務執行役員住宅事業本部長。2003年から三菱地所住宅販売（現三菱地所リアルエステートサービス）代表取締役社長を務め、不動産流通経営協会副理事長も兼務した。2007年横浜スカイビル代表取締役社長。